# Karen Elson
Karen Elson est un mannequin et une chanteuse britannique née le 14 janvier 1979 à Oldham en Angleterre.

## Mannequinat
Née à Oldham, au Grand Manchester, Karen Elson a suivi des cours au North Chadderton School à Chadderton, avec sa sœur jumelle Kate Elson.
Elle débute dans le mannequinat à l'âge de seize ans quand elle est découverte par le propriétaire de Boss Models à Manchester. 
À l'âge de dix-huit ans, elle pose en couverture du magazine Vogue Italia, photographiée par Steven Meisel.
Par la suite, elle a travaillé avec de grands photographes et stylistes de mode dont Bruce Weber, Mario Testino, Peter Lindbergh, Mert and Marcus, Steven Klein, Patrick Demarchelier, Steven Meisel, Bettina Rheims et Ellen von Unwerth. 
Elle a également défilé pour les maisons Marc Jacobs, Jean Paul Gaultier, Chanel, Dolce & Gabbana, Versace, Saint Laurent Paris, Alexander McQueen, Dior et Gucci.
Elle apparaît dans les campagnes publicitaires des marques Jean Paul Gaultier, Yves Saint Laurent, Louis Vuitton, Versace, Dior, Burberry, Chanel, et figure en couverture de magazines de mode tels que Vogue, W, Dazed & Confused, Numéro, Harper's Bazaar, Marie Claire, Elle, Lula magazine et Nylon magazine.
En 1998, elle remporte le titre de Model Of The Year aux VH1 Fashion Awards. 
De nouveau photographiée par Steven Meisel, elle est présentée en couverture du Vogue américain de septembre 2004 comme « Models of the Moment ».
En 2005, Elson est nommée aux « British Fashion Awards (en) », et remporte le titre de meilleur mannequin.
En septembre 2008, elle est photographiée par Nick Knight pour la couverture du Vogue anglais, qui la surnomme Fashion's Red Queen.
Durant la saison Automne/Hiver 2008-2009, elle représente la marque de grands magasins britanniques John Lewis (en).
Elle est également photographiée avec Jon Kortajarena par le styliste Tom Ford pour les lunettes Tom Ford de la collection Printemps/2009.
À la fin de l'année 2009, elle pose pour H&M.
En 2010, elle succède à Angelina Jolie en devenant le nouveau visage de la marque de mode américaine St. John. En 2011, elle est remplacée par Kate Winslet.
Toujours en 2010, elle devient l'égérie du parfum YSL Opium.
Plus tard, elle pose pour la collection Automne/Hiver 2010-2011 de Louis Vuitton avec Natalia Vodianova et Christy Turlington. Elle apparaît ensuite dans la campagne publicitaire de Trussardi, collection Printemps/été 2011. Elle est également photographiée par le duo Mert and Marcus pour la marque Roberto Cavalli.
Elle est l'une des personnalités à participer au dernier défilé de Jean-Paul Gaultier en janvier 2020 telles Coco Rocha, Amanda Lear, Mylène Farmer, Rossy de Palma, Dita von Teese et Estelle Lefébure,.

## Carrière musicale

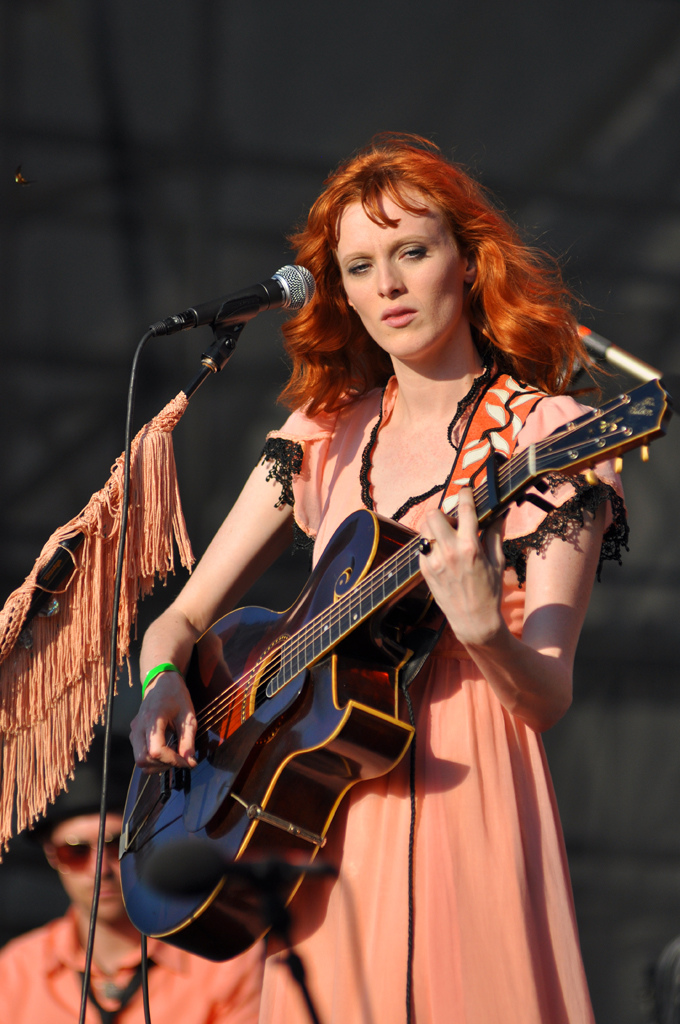
Karen Elson en 2010

Karen Elson se produit sur scène avec une troupe de cabaret de New York, The Citizens Band,. Le collectif offre souvent des reprises du groupe Velvet Underground et de Leonard Cohen. La voix de Karen Elson a parfois été comparée à celle de Hope Sandoval du groupe Mazzy Star.
Karen Elson a aussi prêté sa voix à plusieurs œuvres musicales, notamment Last Time I Saw Her de Robert Plant.
En 2006, Elson chante en duo avec la chanteuse Cat Power le titre I Love You (Me Either), une reprise de Je t'aime… moi non plus de Serge Gainsbourg pour l'album hommage Monsieur Gainsbourg Revisited.
En 2010, elle sort son premier album, The Ghost Who Walks produit par Jack White. L'album est plutôt bien reçu par la critique, ce qui lui permet de s'affirmer dans le monde de la musique,,.

## Vie privée
Karen Elson a eu une relation avec l'ex-guitariste des Smashing Pumpkins, James Iha, avec qui elle a travaillé sur la chanson Last Time I Saw Her.
Elle rencontre ensuite le musicien américain Jack White (chanteur et guitariste des groupes White Stripes, The Raconteurs et The Dead Weather) pendant le tournage du vidéo clip de la chanson Blue Orchid des White Stripes. Le 1er juillet 2005, Karen Elson épouse Jack White, au Brésil. Ensemble, ils ont deux enfants.[réf. souhaitée]
Après six ans de mariage, le couple annonce son divorce le 11 juin 2011.[réf. souhaitée]